# Stäbelow
Stäbelow település Németországban, Mecklenburg-Elő-Pomeránia tartományban, az Amt Warnow-West-hez tárózik. Lakosainak száma 1410 fő (2023. december 31.). Stäbelow Papendorf, Kritzmow és Lambrechtshagen községekkel határos.

## A település részei
- Bliesekow
- Stäbelow
- Wilsen

## Története
Stäbelowt és Wilsent 1177-ben alapították. Bliesekowt először 1268-ban említik.

## Népesség
A település népességének változása:
| Lakosok száma | 547  | 1377 | 1378 | 1401 | 1408 | 1410 |
|               | 1990 | 2017 | 2019 | 2021 | 2022 | 2023 |